# 김성철 (축구 선수)
김성철(한국 한자: 金成喆, 1980년 5월 12일 ~ )은 대한민국의 전 축구 선수이며, 포지션은 수비수였다.